# Estádio Coronel Emílio Gomes
Het Estádio Coronel Emílio Gomes is een multifunctioneel stadion in Irati, een stad in Brazilië. 
Het stadion wordt vooral gebruikt voor voetbalwedstrijden, de voetbalclub Iraty Sportclub maakt gebruik van dit stadion. In het stadion is plaats voor 4.579 toeschouwers. Het stadion werd geopend in 1950.